# Arthur Hoffmann (Leichtathlet)
Arthur Hoffmann (* 10. Dezember 1887 in Danzig; † 6. April 1932 in Hamburg) war ein deutscher Leichtathlet, der bei den Olympischen Spielen 1908 in London in mehreren Disziplinen startete. In der olympischen Staffel wurde er Zweiter (3:32,4 min), zusammen mit Hans Eicke, Otto Trieloff und Hanns Braun.
Er startete bei diesen Spielen außerdem im 100-Meter-Lauf, im 200-Meter-Lauf und im Weitsprung und schied dort jeweils im Vorlauf bzw. im Vorkampf aus.
Arthur Hoffmann gehörte dem SC Komet Berlin an.